# 阿瑟 (伊利諾伊州)
阿瑟（英語：Arthur）是一個位於美國伊利諾伊州道格拉斯縣和莫爾特里縣的城市。

## 地理
阿瑟的座標為39°42′55″N 88°28′15″W / 39.71528°N 88.47083°W，而該地的平均海拔高度為202米（即663英尺）。

## 人口
根據2010年美國人口普查的數據，阿瑟的面積為3.41平方千米，當中陸地面積為3.41平方千米，而水域面積為0.00平方千米。當地共有人口2288人，而人口密度為每平方千米670.97人。